# Porto de Moz
Porto de Moz – miasto i gmina w Brazylii, w stanie Pará. Znajduje się w mezoregionie Baixo Amazonas i mikroregionie Almeirim.